# Gare d'Agimont-Village
Ne doit pas être confondu avec gare de Heer-Agimont.
La gare d'Agimont-Village est une ancienne gare ferroviaire belge de la ligne 156, de Hastière à Anor située sur la commune d'Hastière, en région wallonne dans la province de Namur.
Elle est mise en service en 1866 par la Compagnie de Chimay et ferme en 1954.

## Situation ferroviaire
La gare d'Agimont-Village se trouvait au point kilométrique (PK) 5,2 de la ligne 156, de Hermeton-sur-Meuse (Hastière) à Anor (France), via Mariembourg et Chimay entre la halte d'Hermeton-sur-Meuse, point de convergence avec la ligne 154, et la gare de Doische, où elle croisait la ligne de Florennes à Givet construite par les Chemins de fer de l'Est-Belge.

## Histoire
La Société anonyme du chemin de fer de Mariembourg à Chimay (Compagnie de Chimay) reçoit la concession d'un chemin de fer reliant ces deux villes et se prolongeant en direction de la vallée de la Meuse. La section de Doische à Hermeton est terminée en dernier, en mars 1866. Un accord est rapidement conclu avec la Compagnie du Nord-Belge pour l'entretien du matériel et le partage de certaines installations.
La gare d'Agimont-Village daterait, elle, de mars 1867. Située sur une section en rampe fort difficile, elle était desservie par des convois omnibus dont des trains mixtes (marchandises + voyageurs). Les installations consistent en une unique voie à quai et une voie en cul-de-sac pour décharger les marchandises.
La section de Hastière à Mariembourg ferme aux voyageurs le 17 octobre 1954 et est mise hors-service. La voie est finalement enlevée en 1978.

## Patrimoine ferroviaire
Le bâtiment des voyageurs, typique du style de la Compagnie de Chimay avec une tour transversale en son centre a été racheté et agrandi pour servir d'habitation. Il est semblable à celui de la gare de Villers-la-Tour.